# Dilara Bağcı
Dilara Bağcı (ur. 2 lutego 1994 w Ankarze) – turecka siatkarka, reprezentantka kraju, grająca na pozycji libero. Od sezonu 2020/2021 występuje w drużynie Kale 1957 Spor Kulübü.

## Sukcesy klubowe
Liga Mistrzyń:
- 2015

Mistrzostwo Turcji:
- 2018, 2019
- 2015, 2016

Klubowe Mistrzostwa Świata:
- 2015
- 2018

Puchar CEV:
- 2018

Superpuchar Turcji:
- 2018

Puchar Turcji:
- 2019

## Sukcesy reprezentacyjne
Mistrzostwa Europy Kadetek:
- 2011

Olimpijski Festiwal Młodzieży Europy:
- 2011

Mistrzostwa Świata Kadetek:
- 2011

Mistrzostwa Europy Juniorek:
- 2012

Mistrzostwa Świata do lat 23:
- 2015

## Nagrody indywidualne
- 2011: Najlepsza libero Mistrzostw Europy Kadetek
- 2011: Najlepsza libero i przyjmująca Mistrzostw Świata Kadetek
- 2012: Najlepsza libero Mistrzostw Europy Juniorek